# Jo Jung-suk
Jo Jung-suk (조정석), född 26 december 1980 i Seoul, är en sydkoreansk skådespelare.

## Filmografi (urval)
- 2012 – Architecture 101
- 2013 – The Face Reader
- 2014 – The Fatal Encounter
- 2014 – My Love, My Bride
- 2015 – The Exclusive: Beat the Devil's Tattoo
- 2020 – Hospital Playlist